# 中国人民解放军湖北省军区
中国人民解放军湖北省军区，是中国人民解放军现属中央军事委员会国防动员部的一个省级军区，管辖范围为湖北省。

## 历史
1949年2月，中共中央中原局在河南商丘会议提出成立湖北、河南、安徽三省党政军机构的设想。3月，中共七届二中全会期间，毛泽东找李先念谈话，决定由他全面主持湖北省的党政军各项工作。3月下旬，中共中央中原局、中原临时人民政府中负责人邓子恢、李先念分别约见桐柏军区司令员王宏坤等人，商议决定组建中国共产党湖北省委员会、湖北省人民政府、湖北军区相关事宜。4月，渡江战役开始，中国人民解放军逐步攻占湖北全省。当时位于湖北鄂豫解放区、江汉解放区，以及河南桐柏解放区交汇处的孝感县花园镇因此成为中共政权在湖北的行政中心。4、5月间，完成湖北党政军机构的筹备工作。其中，遵中央军委命令，江汉军区、鄂豫军区和桐柏军区一部共同组建湖北军区，李先念兼任司令员和政治委员。5月20日，在花园镇成立中共湖北省委、湖北省人民政府和湖北军区，三个机构均由李先念一人担任负责人。5月至6月，湖北党政军三大机关主要领导生活、办公都在花园镇孙家畈的一处民房内（今为孙家畈革命旧址）。不久，湖北党政军领导机关迁入武汉市。成立时，湖北军区下辖四个独立师、八个军分区。
1949年6月，华中军区成立，湖北军区隶之。当时四级军区体制中，湖北军区是二级军区，对应湖北省。不久，华中军区后改名为中南军区，仍隶之。第四野战军兼中南军区、湖北军区、武汉警备司令部驻地均在汉口。1954年，全国军区调配合并后，湖北军区由兵团级的二级军区改为军级的三级军区。1955年5月1日，以湖北军区为基础，成立中国人民解放军武汉军区兼湖北军区，陈再道任司令员，王任重任政治委员，军区机关驻武汉市。1955年7月，原四级军区体制改为三级军区体制，武汉军区兼湖北军区改称武汉军区兼湖北省军区。1956年7月。改由武汉军区公安军司令部兼湖北省军区，武汉军区免兼湖北省军区。1957年5月，武汉军区撤销武汉军区公安军司令部兼湖北省军区，改称湖北省军区，隶属武汉军区至1985年。
1985年6月，撤销武汉军区，湖北省军区划归广州军区。
2016年1月，在深化国防和军队改革中，湖北省军区从中国人民解放军广州军区转隶中央军事委员会国防动员部，驻鄂某舟桥旅从省军区转隶划归中国人民解放军中部战区陆军参谋部，湖北省军区原法院、检察院转隶划归中央军事委员会政法委员会，后备军官选拔培训工作办公室转隶划归中国人民解放军陆军。

## 历任司令员
1. 李先念（1949年5月－1950年4月）（兼）
2. 王树声（1950年5月－1955年4月）（兼）
3. 陈再道（1955年5月－1956年8月）（兼）
4. 韩东山少将（1956年8月－1964年5月)
5. 吴世安少将（1964年5－1968年7月)
6. 赵复兴少将（1968年7月－1969年12月)
7. 信俊杰大校（1969年12月－1975年9月)
8. 张秀龙少将（1975年10月－1981年2月）
9. 诸传禹（1981年2月－1983年5月）
10. 王恒一（1983年5月－1985年8月）
11. 王申少将（1985年8月－1992年4月）
12. 刘国裕少将（1992年4月－1995年2月）
13. 贾富坤少将（1995年2月－2003年7月）
14. 苑世军（2003年7月－2010年4月）
15. 汪金玉少将（2010年4月-2013年5月）[5]
16. 张践少将（2013年5月-2014年9月）
17. 陈守民少将（2014年9月-2016年5月）[6]
18. 马涛少将（2017年8月-2021年7月）[7]
19. 周月星少将（2021年7月-2024年1月）[8]
20. 郦斌（2024年1月-）

## 历任政治委员（第一政治委员）
1. 李先念（1949年5月-1955年4月）（兼）
2. 王任重（1955年5月-1956年7月）（兼）
3. 张体学（第一，1956年7月-1973年8月）（兼）、张树才（第二，1963年8月－1965年8月）、周志刚（第三，1964年3月－1965年8月；第二，1965年8月－1970年1月）、张洪（1969年12月－1978年5月）、陈继德（1973年2－1981年2月）、刘清明（1973年12－1978年5月）
4. 赵辛初（第一，1975年5月-1978年8月）、梁大门（第二，1975年8－78年5月）
5. 陈丕显（第一，1978年8月-1982年8月）（兼）、李蔚华（1981年2月－1983年5月）
6. 关广富（第一，1983年1月-1985年7月）（兼）、周焕中（1983年5月－1985年8月）
7. 张学奇少将（1985年8月-1990年6月）
8. 王洁清少将（1990年6月-1994年5月）
9. 徐师樵少将（1994年5月-1998年7月）
10. 吴凤龙少将（1998年7月-2001年12月）
11. 刘勋发少将（2002年1月-2007年8月）
12. 石宝华少将（2007年8月-2011年9月）
13. 吴社洲少将（2011年9月-2012年3月）[9]
14. 陈大民少将（2012年3月-2014年7月）[10]
15. 冯晓林少将（2014年7月-2018年12月）
16. 谢东辉少将（2020年4月-2023年1）
17. 江勇少将（2023年1月-）[11]